# Wolfgang Rausch
Wolfgang Rausch (* 30. April 1947 in Aachen; † 10. Mai 2025) war ein deutscher Fußballspieler. Der Defensivspieler mit Abschlussqualitäten hat für die Vereine 1. FC Köln, Rot-Weiss Essen, Kickers Offenbach und FC Bayern München insgesamt 257 Spiele in der Fußball-Bundesliga bestritten und dabei acht Tore erzielt. In der Saison 1976/77 erzielte Rausch in der 2. Bundesliga Süd beim Erreichen des 3. Ranges mit Offenbach 18 Tore.

## Karriere

### Vereine
Wolfgang Rausch spielt in seiner Jugend zunächst bei Westwacht Aachen. Nachdem seine Eltern, Heinz und Annie Rausch, 1961 Pächter des Restaurants im Geißbockheim wurden, spielte er beim 1. FC Köln in der Jugend. Dort wurde er 1964 und 1965 Westdeutscher Jugendmeister.
Mit 18 Jahren erhielt Rausch einen Lizenzspielervertrag beim 1. FC Köln; weitere FC-Talente waren zu dieser Zeit die fast gleichaltrigen Heinz Flohe und Jürgen Jendrossek. In seiner ersten Profi-Saison, 1965/66 unter Trainer Georg Knöpfle, kam er zu drei Einsätzen; erstmals am 26. Februar 1966 (23. Spieltag) bei der 1:2-Niederlage im Auswärtsspiel gegen Werder Bremen. Er bildete mit Fritz Pott vor Torhüter Anton Schumacher das Verteidigerpaar und hatte es in erster Linie mit Hugo Dausmann am linken Bremer Flügel dabei zu tun. In der Jugend noch im Mittelfeld eingesetzt, spielte er in der Bundesliga ausschließlich als Rechtsverteidiger. In den beiden darauffolgenden Spielzeiten kam er in jeweils 22 Begegnungen zum Einsatz; blieb jedoch ohne Torerfolg. Rausch wurde 1968 DFB-Pokalsieger, wurde aber im Endspiel selbst von Trainer Willi Multhaup nicht eingesetzt. Sein letztes Bundesligaspiel für den FC bestritt Rausch am 9. März 1968 bei einer 1:3-Auswärtsniederlage gegen Werder Bremen, wo er mit Pott, Hemmersbach, Weber und Rumor vor Torhüter Milutin Soskic die Defensive bildete.
Zur Saison 1968/69 wechselte er zu Rot-Weiss Essen in die Regionalliga West, belegte mit der Mannschaft den zweiten Tabellenplatz und stieg mit ihr nach erfolgreicher Aufstiegsrunde in die Bundesliga 1969 auf. Rausch hatte an der Seite von Mitspielern wie Willi Lippens, Günter Pröpper, Heinz Stauvermann, Helmut Littek, Herbert Weinberg, Egbert-Jan ter Mors, Roland Peitsch und Torhüter Fred-Werner Bockholt 27 Regionalligaspiele bestritten und war in der Aufstiegsrunde in weiteren fünf Spielen aufgelaufen. In seiner ersten Bundesligasaison für Rot-Weiss Essen, 1969/70, absolvierte er wie Bockholt und Stauvermann alle 34 Spiele, blieb jedoch ohne Torerfolg. Dies gelang ihm erstmals in der zweiten Saison am 8. Mai 1971 (30. Spieltag) bei der 2:7-Niederlage im Auswärtsspiel gegen Borussia Dortmund mit dem Treffer zum 2:6 in der 82. Minute. Am Saisonende stieg er mit der Mannschaft als Tabellenletzter ab, als Meister der Regionalliga West – und nach acht Spielen in der Aufstiegsrunde – in die Bundesliga 1973 wieder auf.
Nach 34 absolvierten Spielen – wie Dieter Bast und Willi Lippens – wechselte Rausch nach dem Klassenerhalt unter Trainer Diethelm Ferner in der Folgesaison 1974/75 an den Bieberer Berg, zu den Kickers aus Offenbach. Im Startspiel der Runde gehörte er am 24. August 1974 unter Trainer Otto Rehhagel der OFC-Formation an, welche den Titelverteidiger FC Bayern München mit 6:0 besiegte. Am Rundenende belegte Offenbach den 8. Rang und Rausch hatte in 34 Ligaspielen zwei Tore an der Seite von Torjäger Erwin Kostedde (18 Tore) erzielt. In zwei Spielzeiten absolvierte er alle 68 Bundesligaspiele, aber den Abstieg 1976 in die 2. Bundesliga Süd konnte er nicht verhindern. Nach einem Jahr in der Zweitklassigkeit – in der mit 18 Toren in 35 Spielen sehr erfolgreich war – wurde er vom FC Bayern München verpflichtet und spielte nun gemeinsam mit Georg Schwarzenbeck und Kurt Niedermayer in der Stammformation der Hintermannschaft. Als im Dezember 1978 Pál Csernai die Bayern als Trainer übernahm, lief ihm auf seiner Stammposition jedoch der junge Klaus Augenthaler den Rang ab. Rausch beendete mit seinem letzten Spiel am 4. April 1979 (25. Spieltag) gegen den Verein, gegen den er auch erstmals spielte, seine nationale Karriere: Beim 4:0-Sieg im Heimspiel gegen Werder Bremen wurde er in der 66. Minute für Martin Jol eingewechselt. Wolfgang Rausch kam im Laufe seiner Karriere auf 257 Bundesliga-Einsätze und erzielte sieben Tore.
Des Weiteren spielte Rausch viermal für den 1. FC Köln, sechsmal für den FC Bayern München im UEFA-Pokal sowie siebenmal für den 1. FC Köln, sechsmal für Rot-Weiss Essen, viermal für Kickers Offenbach und fünfmal für den FC Bayern München im DFB-Pokal. Die ersten internationalen Erfahrungen sammelte Rausch in der Saison 1967/68, als er mit dem FC im Messepokal die vier Spiele gegen Slavia Prag (2:0,2:2) und Glasgow Rangers (0:3, 3:1 n. V.) bestreiten durfte.
Von 1979 bis 1981 bestritt Rausch außerdem 82 Spiele in der North American Soccer League beim US-amerikanischen Club Dallas Tornado und erzielte für diesen 12 Tore. Der Club gehörte Lamar Hunt und Rausch spielte insgesamt drei „Sommerspielzeiten“ für die Tornados, ließ sich zwischendurch für eine in der Halle ausgetragene „Indoor Season“ an Detroit Lightning ausleihen. Zuvor hatte er die Wintermonate in Deutschland verbracht und auf der Sportschule Hennef den A-Trainerschein gemacht. Von 1979 bis 1980 war er an Detroit Lightning ausgeliehen, wo er zu 27 Einsätzen und 21 Toren kam. Danach spielte er von 1981 bis 1982 bei den New Jersey Rockets, wo er in 44 Spielen 32 Tore schoss und 1982 bei den Oklahoma City Slickers. Danach spielte er noch drei Jahre bis 1985 für die Dallas Americans. Im Sommer 1985 zog es ihn wieder ins Rheinland zurück.
Im Anschluss an die Jahre in den Vereinigten Staaten ließ sich Rausch als Privatier in Hürth-Efferen, unweit des Geißbockheims, nieder. Der verheiratete Vater einer Tochter und eines Sohnes war als Spielertrainer und Trainer im Amateurbereich bis 1992 tätig, u. a., für die SpVg Frechen 20 und den FC Pesch aktiv. In der Saison 1994/95 trainierte er den VfB Wissen.

### Nationalmannschaft
Rausch kam in den einzigen beiden Spielen der U-23-Nationalmannschaft im Jahr 1967 zum Einsatz: Am 3. Mai debütierte er in Mönchengladbach beim 3:1-Sieg über die Auswahl der Tschechoslowakei und am 22. November spielte er in Saarbrücken beim 1:1-Unentschieden gegen die Auswahl Rumäniens. Der Kölner wurde jeweils in der Verteidigung eingewechselt; in Mönchengladbach beim 3:1 gegen die  Tschechoslowakei für Heinz Wittmann, in Saarbrücken beim 1:1 gegen Rumänien für Herward Koppenhöfer.

## Erfolge
- Westdeutscher Jugendmeister 1964, 1965 (mit dem 1. FC Köln)
- DFB-Pokal-Sieger 1968 (mit dem 1. FC Köln)

## Privates
Wolfgang Rauschs Bruder Heinz, der zu diesem Zeitpunkt A-Jugendspieler beim 1. FC Köln war, verunglückte bei einem Autounfall am 23. April 1967 tödlich. Der ältere Bruder Wolfgang schätzte seinen jüngeren Bruder als wesentlich talentierter ein. Wolfgang Rausch war zweifacher Vater und lebte bis zu seinem Tod in Hürth-Efferen.